# Рашиди, Мансур
Мансур Рашиди (перс. منصور رشیدی‎; род. 12 ноября 1947, Месджеде-Солейман, Хузестан) — иранский футболист, вратарь.

## Карьера

### Клубная карьера
Во взрослом футболе дебютировал в 1973 году в клубе «Эстегляль», в который был приглашён после продолжительной карьеры в иранских любительских и непрофессиональных клубах. В составе команды в сезоне 1974/75 стал чемпионом Ирана, а в сезоне 1976/77 завоевал Кубок Хазфи.
В 1978 году перешёл в другой иранский клуб «Нафт Тегеран», где и завершил профессиональную карьеру в 1987 году.

### Карьера в сборной
В 1972 году дебютировал в официальных матчах в составе национальной сборной Ирана. В том же году он был вратарём иранской олимпийской команды, выступавшей на футбольном турнире летних Олимпийских игр. В 1976 году вместе со сборной Рашиди стал обладателем Кубка Азии.
Всего в составе сборной принял участие в 20 матчах.

## Достижения
«Эстегляль»
- Чемпион Ирана: 1974/75
- Обладатель Кубка Хазфи: 1976/77